# Gasing
Gasing is een bestuurslaag in het regentschap Banyuasin van de provincie Zuid-Sumatra, Indonesië. Gasing telt 5814 inwoners (volkstelling 2010).